# Clube Carnavalesco Inocentes em Progresso
 (juillet 2017).
Si vous disposez d'ouvrages ou d'articles de référence ou si vous connaissez des sites web de qualité traitant du thème abordé ici, merci de compléter l'article en donnant les références utiles à sa vérifiabilité et en les liant à la section « Notes et références ».
Albums de Ivete Sangalo
Se Eu Não Te Amasse Tanto Assim
(2002) MTV Ao Vivo - Ivete Sangalo
(2004)
Singles
1. Somente Eu e Você
Sortie : 4 mai 2003
2. Sorte Grande
Sortie : 8 août 2003
3. Você e Eu, Eu e Você (Juntinhos)
Sortie : 13 décembre 2003

Clube Carnavalesco Inocentes em Progresso est le cinquième album de la chanteuse pop MPB brésilienne Ivete Sangalo, sorti en 2003.
Il comporte, notamment, la chanson Sorte grande, l'un des grands succès de l'année 2004.
L'album est certifié disque d'or (au moins 100 000 exemplaires vendus), au Brésil en 2004, par l'ABPD.

## Liste des titres
| 1.    | Brasileiro                                              | Augusto Conceição, Duller, Fábio Alcântara                        | 4:00 |
| 2.    | Ritmo gostoso                                           | Alain Tavares, Gilson Babilônia                                   | 3:34 |
| 3.    | Sorte grande                                            | Lourenço                                                          | 3:53 |
| 4.    | Verdadeiro Carnaval                                     | Davi Moraes, Quito Ribeiro, Pedro Baby, Betão Aguiar, Ciça Morais | 3:35 |
| 5.    | Só pra me ver                                           | Ivete Sangalo                                                     | 3:53 |
| 6.    | Pan-americana                                           | Aguiar, Ari Morais, Fefé Gurman                                   | 3:26 |
| 7.    | Faz tempo                                               | Gigi, Fabinho O'Brian                                             | 4:30 |
| 8.    | Retratos e canções                                      | Michael Sullivan, Paulo Massadas                                  | 3:49 |
| 9.    | Devagar e sempre                                        | Gigi, Rudnei Monteiro                                             | 3:24 |
| 10.   | Vai dar certo                                           | Peu Meurrahuy, Leonardo Reis                                      | 3:55 |
| 11.   | Azul da moda                                            | Sangalo, Antonio Morais                                           | 3:24 |
| 12.   | Você e eu, eu e você (Juntinhos)                        | Tim Maia                                                          | 4:04 |
| 13.   | Natural Collie (avec la participation de Jorge Mautner) | Freddie McGregor, Smith                                           | 4:29 |
| 14.   | Somente eu e você (Moonglow)                            | W. Hudson, E. Delange, I. Mills, Dudu Falcão                      | 3:12 |
| 53:07 |                                                         |                                                                   |      |

## Crédits
| - Ivete Sangalo : chant - Gigi : basse - Davi Moraes : guitares - Toinho Batera : batterie - Radamés Venâncio : claviers, piano - Cara de Cobra, Márcio Brasil, Fabinho O'Brian, Dú e Jó : percussions - Letieres Leite : saxophones, flûte - Ferreirinha : trombone - Guiga Scott : trompette, bugle, chant - Marya Bravo, Juju Gomes, Patrícia Sampaio : chœurs féminins | - Production : Alexandre Lins, Davi Moraes - arrangements : Davi Moraes, Gigi, Radamés Venâncio, Letieres Leite - Direction musicale : Radamés Venâncio - Direction artistique : Max Pierre, Ricardo Moreira |